# Comisario de caminos
Los comisarios de caminos eran unos empleados del ramo de Caminos activos en España en los siglos XVIII y XIX. Según la instrucción de 31 de enero de 1815, tenían las siguientes funciones. 
- Tras asignarles un distrito, hacer un reconocimiento exacto de él, con plano e itinerario sino estuviere ya hecho pues en este caso le rectificarán y darán parte de las variaciones que advirtieren.
- Describir las obras que hubiere ejecutadas construyéndose o proyectadas proponiendo los medios para promoverlas, siguiendo el proyecto mismo o haciendo otro más conveniente y manifestando lo que debiera hacerse para la conclusión total de sus distritos respectivos y el costo de ellas con cuanto condujera a su mejor construcción y mayor economía en sus gastos.
- Proponer las reparaciones que fueran absolutamente indispensables para que se conserven los caminos o canales de su cargo transitables sin peligro y se evite la próxima ruina de cualquier parte de ellas con la aprobación de la Dirección a no ser que ocurra alguna ruina o interceptación repentina.
- Distribuir los Aparejadores y Celadores que en virtud del arreglo general mandado hacer de éstos se hubiera destinado a sus órdenes en la forma más conveniente con respecto a su disposición y conocimientos.
- Prescribir a los Ayudantes terceros o a los Aparejadores o Celadores donde no hubiere Ayudantes el método a seguir para la más sólida construcción de las obras que se mandaran ejecutar en su distrito.
- Recorrer todo él una vez cada año por lo menos y además cuando por cualquiera comisión que se les diera hubiesen de cuidar todo o alguna de sus partes y siempre que pasaran por cualquiera de ellas dar a la Dirección noticia exacta de su estado y de las variaciones que notaran previniendo a los Ayudantes terceros y a los Aparejadores o Celadores en el caso de faltar Ayudantes lo que deberá ejecutar.
- Remitir los estados y relaciones mensuales, anuales y cuando se los pidieran de las obras de construcción, reparación y de sus gastos con los presupuestos de las que se proyectaran para el año siguiente según las fórmulas que se adoptaran para cada clase.
- Indicar si los Portazgos establecidos se hallaban bien situados o si convendría mudar alguno de ellos con todas las demás observaciones que se les ofrezcan así para su rendimiento como para mejorar su sistema.
- Celar la más sólida y económica construcción de las obras que se mandaran ejecutar en su distrito extendiendo las condiciones de las que conviniese hacer.
- Procurar adquirir las más exactas noticias del estado de la población, agricultura, industria, comercio, y cría de toda especie de ganados en su distrito y las comunicarán a la Dirección indicando al mismo tiempo los caminos, canales, corrientes del curso de los ríos, torrentes, arroyos y barrancos, desagües de lagunas y pantanos y todas las demás obras que conceptúen convenientes.
- Si, en vista de su indicación, estimase la Dirección que extiendan sus ideas proyectar caminos de la clase que juzguen preferibles en todas las obras indispensables como puentes, alcantarillas, badenes, muros de sostenimiento y demás, eligiendo entre ellas las más convenientes así en su forma como en sus dimensiones y calidad de materiales para su construcción y evitando las más costosas en cuanto fuese posible. Proyectar canales de riego, de navegación o con ambos objetos.
- Idear molinos, batanes, martinetes y demás fábricas que puedan aprovecharse de la cantidad de movimiento de las aguas sobrantes. Formar planos exactos del curso y dirección de los ríos y torrentes de más consideración que hubiera en su distrito.